# Vouneuil-sur-Vienne
Vouneuil-sur-Vienne är en kommun i departementet Vienne i regionen Nouvelle-Aquitaine i västra Frankrike. Kommunen ligger i kantonen Vouneuil-sur-Vienne som tillhör arrondissementet Châtellerault. År 2022 hade Vouneuil-sur-Vienne 2 278 invånare.

## Befolkningsutveckling
Antalet invånare i kommunen Vouneuil-sur-Vienne
| Referens: INSEE |